# Incendi de Torrefeta de 2025
L'incendi de Torrefeta de 2025 va ser un incendi forestal de gran magnitud que es va iniciar l'1 de juliol de 2025 al municipi de Torrefeta i Florejacs, a la comarca de la Segarra. El foc es va propagar ràpidament a causa de les condicions meteorològiques extremes, afectant un total de 5.577 hectàrees, i provocant la mort de dues persones.

## Desenvolupament
L'incendi va començar a les 17.08 h en una zona agrícola durant la recol·lecció de cereals. El fort vent i les temperatures altes van propiciar un comportament de foc de sisena generació, amb la formació d'un pirocúmul de 14.000 metres d'alçària, fenomen inèdit a Catalunya. Aquest núvol de cendres i fum ha generat vents de direcció canviant i de fins 125 km/h, causant la ràpida expansió de l'incendi. El 2 de juliol al vespre els bombers de la Generalitat de Catalunya van donar per controlat l'incendi.

## Víctimes
Dues persones van morir després de quedar atrapades en un vehicle quan intentaven fugir de les flames des d'una granja porcina afectada pel foc. Les víctimes eren residents d'Agramunt.

## Resposta
Es va activar el pla INFOCAT i es van emetre alertes d'emergència mitjançant el sistema Es-Alert. Més de 20.000 persones van ser confinades a 11 municipis. Hi van participar 38 dotacions terrestres, 10 mitjans aeris i unitats especialitzades com GRAF, GROS, AOFG i EPAF. Agricultors van col·laborar amb maquinària agrícola per crear tallafocs.

## Danys
El foc va afectar principalment zones agrícoles (3.995 ha), forestals (1.536 ha) i urbanes (45 ha). També van resultar afectades diverses masies i edificacions rurals, encara que la majoria estaven deshabitades.

## Investigació
Les autoritats barregen com a causa principal l'espurna d'una recol·lectora en impactar amb elements secs del terreny. La investigació segueix en curs per part dels Mossos d'Esquadra i els Agents Rurals.

## Reaccions
El president de la Generalitat de Catalunya, Salvador Illa, va expressar el condol a les famílies i va decretar un dia de dol oficial el 3 de juliol de 2025.
Les organitzacions ecologistes Ipcena i Ecologistes en Acció van anunciar el 12 de juliol que havien presentat una denúncia als jutjats contra el Departament d'Agricultura i els serveis centrals dels Agents Rurals ja que consideraven que s'havia modificat a la baixa el nivell del Pla Alfa. D'aquesta manera les activitats de sega amb maquinària, que podrien haver sigut causa de l'incendi, estaven permeses.
Sindicats agraris, alcaldes i veïns de les zones afectades van reclamar tenir més facilitats per dur a terme cremes preventives en altres èpoques de l'any. I autoritzar-ne en finques i marges protegits per la zona d'especial protecció per a les aus (ZEPA). El Govern es va comprometre a fer canvis i els grups ecologistes van mostrar el seu desacord.